# Thin Man
Thin Man (in italiano "uomo magro") fu il nome in codice di una bomba atomica con materiale fissile costituito da plutonio weapon-grade (cioè contenente almeno il 90% di isotopo 239) e metodo di innesco "balistico" o "a cannone" ("gun type") progettata nell'ambito del Progetto Manhattan. Il suo sviluppo fu però interrotto quando in seguito si scoprì che il plutonio prodotto dal reattore nucleare del sito di Hanford non era puro quanto quello inizialmente prodotto dal ciclotrone di Berkeley.
La presenza di plutonio-240 mischiato con il plutonio-239 avrebbe infatti reso questo tipo di bomba molto instabile e pericolosa dato che il tasso di fissione spontanea del materiale nucleare sarebbe stato troppo alto.